# Britannia Row Studios
Els Britannia Row Studios són uns estudis de gravació situats a Fulham, Londres, Regne Unit.
Pink Floyd va construir els estudis originals, ubicats al carrer Britannia Row, Islington, Londres, poc després del llançament del seu àlbum de 1975 Wish You Were Here. Van utilitzar l'estudi per a la  mescla del seu següent disc, Animals i per a algunes parts de The Wall incloent els coneguts cors d'Another Brick in the Wall. Finalment, Nick Mason es va fer càrrec dels estudis, i va decidir vendre'ls al començament dels anys 1990 a la seva actual propietària, Kate Koumi, qui els dirigeix des de mitjans dels anys 1980.
Alguns dels artistes que han gravat en els estudis són:
- Pink Floyd
- Richard Ashcroft
- Atomic Kitten
- Björk
- James Blunt
- Kate Bush
- The Cult
- Joy Division
- Ronan Keating
- Liberty X
- Manic Street Preachers
- Dannii Minogue
- Kylie Minogue
- New Order
- Page and Plant
- Pete Doherty
- Pulp
- Sugababes
- Snow Patrol
- Supergrass
- Westlife
- Kate Nash
- Bijelo Dugme
- The pillows